# Weselin Stojanow
Weselin Stojanow, bułg. Веселин Стоянов (ur. 20 kwietnia 1902 w Szumenie, zm. 29 czerwca 1969 w Sofii) – bułgarski kompozytor. 

## Życiorys
Ukończył konserwatorium w Sofii (1926), gdzie uczył się gry na fortepianie u swojego brata, Andreja Stojanowa. W latach 1926–1930 uczył się w Hochschule für Musik w Wiedniu u Josepha Marxa i Franza Schmidta. Od 1937 roku był wykładowcą konserwatorium w Sofii. W latach 1943–1945 i 1956–1962 pełnił funkcję rektora tej uczelni. Od 1953 do 1954 roku pełnił ponadto funkcję dyrektora Opery Narodowej w Sofii. Był członkiem jury VII Międzynarodowego Konkursu Pianistycznego im. Fryderyka Chopina (1965).
W swojej muzyce nawiązywał do nurtu neoromantycznego (grandilokwencja, szerokie linie melodyczne, technika motywów przewodnich), sięgał też po elementy bułgarskiego folkloru muzycznego. Łączył monumentalizm z wyrafinowaniem i specyficzną dla Bałkanów rytmiką, w charakterystycznych pochodach melodycznych i melizmatyce widoczne są wpływy orientalne. Po 1945 roku dostosował się do narzuconych przez komunistów wytycznych, znacznie upraszczając w swoich utworach harmonikę i rytm.

## Ważniejsze kompozycje
(na podstawie materiałów źródłowych)

### Utwory orkiestrowe
- 2 symfonie (I 1963, II „Weliki Presław” 1969)
- Capriccio (1934)
- suita Baj Ganju (1941)
- Kyrwawa pesen (1947)
- Rhapsodie (1956)
- Uwertura uroczysta (1959)
- 3 koncerty fortepianowe (I 1942, II 1953, III 1966)
- Koncert skrzypcowy (1948)
- Koncert wiolonczelowy (1960)

### Utwory kameralne
- 3 kwartety smyczkowe (1933, 1934, 1935)
- Sonata na skrzypce i fortepian (1934)
- Concertino na skrzypce i fortepian (1955)

### Utwory fortepianowe
- Sonata (1930)
- Suita (1931)
- 3 utwory (1956)

### Utwory wokalno-instrumentalne
- Da byde den na baryton, chór i orkiestrę (1952)

### Opery
- Żensko carstwo (1935, wyst. Sofia 1935)
- Salambo (1940, wyst. Sofia 1940)
- Chityr Petyr (1952, wyst. Sofia 1958)

### Balet
- Papessa Joanna (1965, wyst. Sofia 1968)